# Эшон Бабахан ибн Абдулмажидхан
Эшон Бабахан ибн Абдулмажидхан (1858—1957) — исламский религиозный деятель, проповедник, учёный-богослов и правовед, шейх-уль-ислам. Один из основателей и первый председатель Духовного управления мусульман Средней Азии и Казахстана (САДУМ). Первый муфтий пяти республик.

## Биография
Эшон Бабахан ибн Абдулмажидхан родился в 1858 году в городе Ташкенте Кокандского Ханства (ныне столица Республики Узбекистан) в семье известного религиозного деятеля устаза Абдулмажидхана ибн Юнус Ходжа Ишана, много лет служившего мударрисом в медресе Муи-Мубарак. После смерти матери шестилетний Эшон Бабахан был отдан на воспитание деду Юнусу Ходже Ишану, а после его кончины — тётке, родной сестре отца зажиточной бездетной вдове Бибисоре. Когда Эшону Бабахану исполнилось 12 лет, тётка Бибисора отправила его учиться в Бухару в медресе Мири Араб. Его наставником стал известный богослов домулла Икрамча. Именно под его влиянием сформировалось мировоззрение подростка, его приверженность тарикату Накшбанди. Здесь в медресе образованного не по годам будущего факиха заметил народный судья Ташкента Мухиддин Ходжа, находившийся с инспекцией в Бухаре. По его рекомендации юноша был переведён в Ташкент, где сначала учился в медресе Саройтош у Охунджана Охуна, затем в медресе Кукельдаш, где его наставниками были выдающийся муфассир и мухаддис XIX века Миян Малик Махсуми, а также известный ливанский мухаддис Саид Али Зохирий аль-Витрий аль-Маданий.
После окончания обучения молодой богослов и правовед начал свою трудовую деятельность факихом в Ташкенте. Вскоре он женился на Тухтахон, дочери своего покровителя Мухиддина Ходжи. Женитьба повысила социальный статус Эшона Бабахана и принесла ему приличное приданое в виде земельного участка площадью 120 гектаров в кишлаке Ялангач под Ташкентом. Блестящее образование, глубокие знания и приличные связи позволили Эшону Бабахану получить должность имама-хатыба в мечети Тилля-шейха. Позднее он также преподавал в медресе Муи-Мубарак. К концу XIX века Эшон Бабахан, приверженец ханафитского мазхаба, стал одним из самых авторитетных факихов в Ташкенте. В 1896 году при рождении третьего ребёнка умерла его жена Тухтахон. Некоторое время спустя Эшон Бабахан женился на Саломатхон, дочери одного из самых богатых людей Ташкента бая Сиддикходжи. В качестве приданого он взял богатейшую коллекцию книг и рукописей по исламу, которую начал собирать ещё дед невесты. В 1912 году вместе с тестем и сыном от первого брака Камалханом Эшон Бабахан совершил свой первый хадж, который продлился 182 дня.
Революцию в России Эшон Бабахан принял настороженно, но будучи сторонником джадидизма, он разделял взгляды тех муфтиев, которые призывали свои уммы воздерживаться от нешариатских дел и приспосабливаться к новым условиям. Лояльность к новой власти не спасла семью Бабахановых от репрессий. Начавшаяся в 1924 году политика воинствующего атеизма сопровождалась закрытием почти всех действующих мечетей и медресе. Многие видные религиозные деятели были брошены в тюрьмы или отправлены в ссылку. Другие были вынуждены эмигрировать. Преступлением считалось не только чтение Корана, но даже хранение священной для мусульман книги. В это тревожное время мечеть Тилля-шейха, где имамом служил Эшон Бабахан, стала центром духовной жизни Ташкента. Это не могло не вызвать раздражения властей. В 1928 году всё имущество семьи Бабахановых было конфисковано. Эшон Бабахан со старшими сыновьями некоторое время вынужден был скрываться, а его младшие дети были исключены из школы. В 1937 году по стране прокатилась новая волна репрессий. Эшон Бабахан и его сын Зайнуддинхан были арестованы по обвинению в религиозном наставничестве. Его через некоторое время отпустили, а Зайнуддинхан погиб в лагере НКВД СССР в Бурятии в 1938 году. В 1941 году Эшон Бабахан был арестован во второй раз, но в октябре дело было закрыто из-за отсутствия состава преступления.
В первые самые тяжёлые два года войны в советском обществе произошла определённая переоценка ценностей, и отношение к религии стало меняться. Политика воинствующего атеизма сменилась религиозной терпимостью. Почувствовав перемены, Эшон Бабахан зимой 1943 года обратился к мусульманским общинам Средней Азии и Казахстана с призывом к объединению. Через председателя Президиума Верховного Совета Узбекской ССР Юлдаша Ахунбабаева Эшон Бабахан с группой религиозных деятелей начал переговоры с правительством СССР о создании Духовного управления мусульман Средней Азии и Казахстана по типу уже существовавшего Центрального духовного управления мусульман СССР. 12 июля 1943 года последовало официальное обращение инициативной группы во главе с Эшоном Бабаханом к председателю Президиума Верховного Совета СССР М. И. Калинину. Вскоре инициатива о создании исламского духовного центра в Средней Азии была одобрена в Москве, и для его нужд власти вернули конфискованный в 1928 году дом Эшона Бабахана в махалле Хазрати Имам города Ташкента.
В июле 1943 года Эшон Бабахан был вызван в Москву. В Кремле состоялась его встреча с И. В. Сталиным, который сам предложил Эшону Бабахану собрать Курултай мусульман и образовать Духовное управление в Ташкенте. Иосиф Сталин акцентировал внимание на том, что первоочередной задачей мусульманского сообщества должна была стать реальная помощь с его стороны в борьбе с немецко-фашистскими захватчиками. Первый Курултай мусульманских улемов проходил 15-20 октября 1943 года в Ташкенте в доме Эшона Бабахана. На нём присутствовали 160 делегатов из республик Средней Азии и Казахстана. Курултай принял решение о создании Духовного управления мусульман Средней Азии и Казахстана (САДУМ). Его председателем единогласно был избран шейх Эшон Бабахан ибн Абдулмажидхан. Одновременно ему был присвоен сан муфтия пяти республик. Правление САДУМа разместилось в доме Эшона Бабахана. Муфтий также передал созданной при правлении САДУМ библиотеке более тысячи книг и рукописей из своего собрания.
Выполняя поручение правительства СССР, Курултай выступил с обращением к мусульманам, в котором в частности говорилось:

Мы, мусульманские богословы и представители верующих Узбекистана, Таджикистана, Туркмении, Киргизии и Казахстана, от имени всех мусульман адресуем это Обращение вам, наши дорогие сыны и братья! Плечом к плечу со всеми народами сражайтесь, как храбрые львы, против нацистских захватчиков, уничтожайте ненавистных фашистов так, чтобы ни один из них не остался на нашей планете! Защищайте каждую пядь нашей земли и укрепляйте свои ряды железной дисциплиной. Мы призываем всех верующих молиться Аллаху и просить Его помочь нашим солдатам и ниспослать быструю победу над врагом— А. Хабутдинов. Духовные управления и советские мусульмане в годы Великой Отечественной войны
 Духовное управление мусульман Средней Азии и Казахстана сразу же приступило к целенаправленной работе по оказанию помощи фронту. Только мусульмане Узбекистана собрали для нужд Красной Армии 1 280 000 рублей, 117 000 рублей в облигациях, 93 тонны продовольствия и 90 голов крупного рогатого скота. Был также организован сбор одежды для солдат, создан постоянный комитет для оказания материальной помощи семьям фронтовиков, родственникам погибших и пропавших без вести воинов.
В 1943 году правительство СССР разрешило открытие мечетей в крупных городах с мусульманским населением. Однако вскоре САДУМ столкнулось с проблемой нехватки имамов для отправления культа. В 1945 году после трудных переговоров с советским правительством Эшон Бабахан добился возобновления работы медресе Мири Араб в Бухаре, которое долгие годы было единственным в СССР исламским образовательным учреждением. После окончания Великой Отечественной войны шейх Эшон Бабахан принимает активное участие в восстановлении прерванных связей советских мусульман с исламским миром. Благодаря усилиям муфтия был восстановлен ежегодный обряд хаджа. В 1945 году группа мусульман СССР во главе с Эшоном Бабаханом совершила первое паломничество в Мекку и Медину.
В 1955 году муфтий Эшон Бабахан добился от властей возвращения верующим мусульманской святыни — медресе Баракхан. Для этого ему пришлось на собственной земле и на собственные деньги построить приют для семей слепых, который ранее располагался в здании медресе. Он также был инициатором издания Корана в 1957 году. Шейх Эшон Бабахан ибн Абдулмажидхан оставался на посту председателя САДУМ до конца жизни. Он умер 5 июня 1957 года в возрасте 99 лет и по решению правительства Узбекской ССР был похоронен в мавзолее Каффал Шаши в Ташкенте.

## Награды
За многолетнюю патриотическую деятельность и активное участие в деле защиты мира указом Президиума Верховного Совета СССР от 9 августа 1955 года Эшон Бабахан был награждён орденом Трудового Красного Знамени.

## Память
Именем Эшона Бабахана названа мечеть и улица в махалле Хувайдо в Ташкенте.